# Phragmatobia antero-fulvescens
Phragmatobia antero-fulvescens är en fjärilsart som beskrevs av Barend J. Lempke 1944. Phragmatobia antero-fulvescens ingår i släktet Phragmatobia och familjen björnspinnare. Inga underarter finns listade i Catalogue of Life.